# الکساندر میاسنیکوف
الکساندر میاسنیکوف (انگلیسی: Aleksandr Myasnikov؛ زادهٔ may ۸, ۱۹۵۹ (۶۵ سال)) ورزشکار هاکی روی چمن اهل اتحاد جماهیر شوروی سوسیالیستی است.
وی در مسابقات کشوری و بین‌المللی در مجموع برندهٔ ۱ مدال برنز شده‌است.